# Parque nacional Belovézhskaya Pushcha
El Parque nacional Belovézhskaya Pushcha (en bielorruso: Нацыянальны парк Белавежская пушча) es un parque nacional de Bielorrusia compartido entre partes de las regiones de Brest (distritos Kámieniets y Pružana) y Grodno (distrito de Svislach) adyacentes a la frontera con Polonia. Es una parte conservada del Bosque de Białowieża, tanto en Bielorrusia como en Polonia, el último fragmento de bosque primigenio de los bosques de Europa, que una vez se extendieron por la gran llanura europea. Es el hogar de una gran población del bisonte europeo que son los animales terrestres más pesados del continente. La frontera entre los dos países se desarrolla a través del bosque, estando el parque nacional de Białowieża del lado polaco de la frontera. Dentro del bosque desde mayo de 2015, existe un régimen de exención de visado para los excursionistas y ciclistas en la frontera cruzando Pierarova-Białowieża.